# Растичево (Доњи Вакуф)
Растичево је насељено место у Босни и Херцеговини, у општини Доњи Вакуф. Административно припада Федерацији Босне и Херцеговине, односно њеном Средњобосанском кантону. Према попису становништва из 2013. у насељу је живело 51 становника, а већину популације чинили су Срби.

## Становништво
По последњем службеном попису становништва из 2013. године у насељу Растичево живело је 51 становника. Етничку већину у селу чинили су Срби.
| Националност | 2013. | 1991.        | 1981.        | 1971.        |
| Бошњаци      | —     | 5 (1,83%)    | 8 (2,96%)    | 32 (9,69%)   |
| Срби         | —     | 260 (95,24%) | 262 (97,04%) | 297 (90,00%) |
| Хрвати       | —     | 0            | 0            | 0            |
| Југословени  | —     | 6 (2,19%)    | 0            | 0            |
| остали       | —     | 2 (0,73%)    | 0            | 1 (0,30%)    |
| Укупно       | 51    | 273          | 270          | 330          |